# Forteresse de Staraïa Ladoga

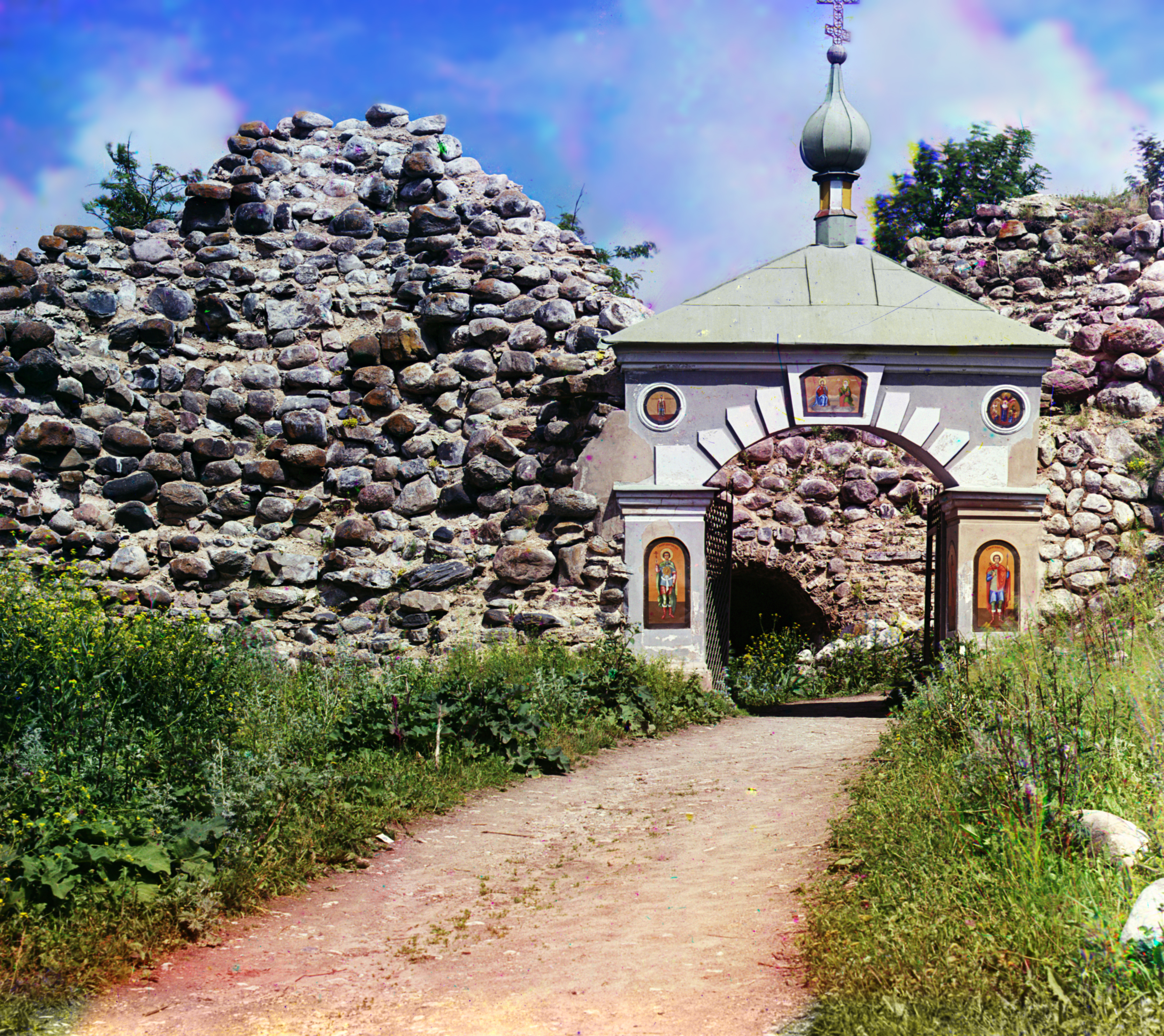
Staraïa Ladoga, vue de l'enceinte par Sergueï Prokoudine-Gorski. 1909

La forteresse de Staraïa Ladoga (en russe : Старола́дожская кре́пость / Staroládožskaja krépost') est un édifice située dans le village de Staraïa Ladoga, sur un promontoire qui longe la rivière, au confluent des rivières Volkhov et Elena. La première forteresse en pierre est construite à l'époque d'Oleg le Sage à la fin du IXe siècle, début du Xe siècle,.

## Histoire
Le village de Staraïa Ladoga est fondé en 753, par des scandinaves, originaires, selon l'opinion d'Evgeni Riabinine, de l'île de Gotland. Le village se situe à 2 km de l'emplacement de la future forteresse et en amont sur le Volkhov. La région était parcourue à cette époque par des slaves, des germains, et des finno-baltes. En 760, la région du lac Ladoga est envahie par des populations originaires du sud-ouest (des bords du Dniepr, de la Dvina). Ce peuplement se prolongea jusqu'en 830, et ce sont alors des Varègues, venus de Scandinavie, qui envahissent la région.
Selon certains historiens, vers 870, la première forteresse de Staraïa Ladoga est construite sur le modèle de la forteresse toute proche de Liobchanska ,
Selon une autre version provenant de la Chronique des temps passés (dans sa version dite d'Ipatiev), en 862, sur le confluent des rivières Elena et Volkhov, le futur prince Riourik fait construire une forteresse en bois à Staraïa Ladoga, où il s'installe avec sa suite, avant de partir s'établir, plus au sud, dans la forteresse de Riourik (Riourikovo Gorodichtche), dans la raïon de Veliki Novgorod, près du Lac Ilmen. Ce qui permet de comprendre pourquoi Staraïa Ladoga est appelée la première capitale de la Rus du Nord. En 2003 lors de l'anniversaire des 1250 ans de la création de la ville ce titre lui a été accordé de manière officielle.
Riourik est, en effet, le fondateur de la dynastie des Riourikides qui régna à Kiev puis à Moscou jusqu'à la fin du XVIe siècle.
Toujours est-il, que la première fortification en bois à l'emplacement de la forteresse de Staraïa Ladoga est construite au début des années 860 par Riourik. La fortification à cette époque ne protégeait qu'une petite partie des implantations et était surtout destinée à protéger le prince et son entourage. À l'époque d'Oleg le Sage, au IXe et début du  Xe siècle, c'est une construction en pierre qui remplace la fortification en bois et ce, selon les méthodes et plans ouest-européens de l'époque. Une partie des murs situés au sud et à l'ouest, ainsi que les fondations de quatre tours d'angle en pierre de la forteresse, ont été découvertes par le professeur A. N. Kirpitchnikova lors de fouilles réalisées dans les années 1970.
Le caractère stratégique de la forteresse de Staraïa Ladoga provient du fait qu'elle se situe à la porte de la route commerciale des Varègues aux Grecs qui, à partir de la mer Baltique, s'enfonce profondément dans les terres russes pour les traverser jusqu'à la mer Noire. À combien d'attaques ennemies les défenseurs de la forteresse ont-ils dû faire face ? Ce n'est pas connu avec précision, mais des preuves existent sur le long siège de la ville qui s'est terminé par la prise et la destruction de celle-ci en 997 par les norvégiens Jarls de Lade sous le règne d'Éric Håkonsson.
La forteresse est reconstruite en bois au début du XIe siècle. En face du mur sud est creusé un fossé profond par lequel passent des eaux de la rivière Elena vers celle de Volkhov. Cela permet de renforcer la défense du fort.
Une nouvelle étape de l'histoire de la forteresse est liée au Grand-prince Mstislav Ier, lorsque Ladoga était sous l'autorité de la ville de Novgorod. Selon les chroniques, en 1116, le maire de Staraïa Ladoga fit reconstruire une forteresse:
- En 1164 la forteresse résista à l'assaut des Suédois.
- En 1313 les Suédois prennent la forteresse et l'incendient.
- En 1338 c'est en vain que les Suédois tentent de la prendre une nouvelle fois.
- La forteresse est reconstruite au XVIe siècle à une époque où les armes à feu prolifèrent. Les tours Klimentov et de la Porte ont survécu jusqu'à aujourd'hui, de même que le mur qui les relie (ce dernier a été restauré au XXe siècle) Diverses autres tours ont également ainsi que des murs au nord-ouest et du côté est subsistent à l'état de ruine.
- En 1585—1586 du côté sud de la partie en pierre ont été ajoutés des fortifications faites de bois et de remblais de terre protégeant une surface de 2,89 hectares.
- En 1610 les Suédois reprennent encore la forteresse.
- L'année 1701 est celle de la dernière attaque du fait des Suédois. Après la Grande guerre du Nord, la forteresse perdit de son importance militaire.
- Au début du XXe siècle le photographe du Tsar Sergueï Prokoudine-Gorski immortalise en photos en couleurs les murs de la forteresse.